# Antal D. Csaba
Antal D. Csaba (Brassó, 1983. december 19. –) erdélyi születésű magyar színművész.

## Életpályája
1983-ban született az erdélyi Brassóban. 1999–2002 között a brassói Áprily Lajos Elméleti Líceum tanulója volt. 2002–2006 között a Marosvásárhelyi Művészeti Egyetem hallgatója volt. 2006–2008 között a gyergyószentmiklósi Figura Stúdióban játszott, majd 2009–2018 között a székelyudvarhelyi Tomcsa Sándor Színház tagja volt, közben a gyergyószentmiklósi Figura Stúdióban is szerepelt. 2018-2024 között a szombathelyi Weöres Sándor Színház tagja.

## Fontosabb színházi szerepei
- William Shakespeare: Szentivánéji álom... Lisander
- William Shakespeare: Ahogy tetszik... Orlando
- William Shakespeare: Titus Andronicus... Aaron, Tamora testőrparancsnoka
- William Shakespeare: Hamlet hazatér... szereplő
- Benjamin Jonson: Rókajáték (Volpone)... Corvino, kalmár
- Pierre-Augustin Caron de Beaumarchais: Figaro házassága... Chérubin, a gróf apródja
- Alain René Lesage: Szerelmi üzletek... Finesz, a lovag inasa
- Frank Wedekind: A tavasz ébredése... Marci
- Euripidész: Médeia... Hírnök, nevelő
- Nyikolaj Vasziljevics Gogol: Háztűznéző... Padkaljószin, hivatalnok, udvari tanácsos
- Anton Pavlovics Csehov: egy Lakodalom... Zongorista
- Anton Pavlovics Csehov: Három lány(Három nővér)... Tuzenbah
- Anton Pavlovics Csehov: Sirály... Trigorin
- Federico García Lorca: Yerma... Viktor
- Georges Feydeau: Fel is út, le is út!... Fontamet, hírlapíró
- Georges Feydeau: Kis hölgy a Maximból... Chamerot főhadnagy
- Georges Feydeau: Bolha a fülbe... Rugby
- Ion Luca Caragiale – Mohácsi István – Mohácsi János: Farsang, avagy…ez is mekkora egy tahó… Mache Razachescu, filmesztéta, Mica férje, filmesztéta
- Vaszilij Szigarev: Fekete tej... Ljovcsik
- Mihai Măniuțiu: Szebb az élet halál után... Pista
- Bernard-Marie Koltès: Roberto Zucco... A bánatos felügyelő
- Anders Thomas Jensen: Ádám almái... Ivan
- Andrzej Saramonowicz: Tesztoszteron... Titusz, pincér
- Matei Visniec: Migránsok... Elihu
- Billy Wilder: Senki sem tökéletes, avagy nincs aki hidegen szereti... Foghegy Csárli; Boy; Kisnapóleon embere
- Alexandre	Breffort – Marguerite Monnot: Irma, te édes... Nestor; Oszkár
- Anthony Marriott – Alistair Foot: Csak semmi szexet, kérem, angolok vagyunk... Péter Hunter
- Jimmy Roberts – Joe Dipietro: Ájlávjú-Jókedvű musical-revü... Férfi 2
- Oleg Presznyakov – Vlagyimir Presznyakov: Terrorizmus...  Utas
- Jordi Galcerán: A Grönholm-módszer... Carlos
- Mike Leigh: Abigail bulija... Tony
- Euripidész: Médeia... Hírnök
- Bornemisza Péter: Magyar Elektra... Aegistus király
- Vörösmarty Mihály: Csongor és Tünde... Csongor
- Szigligeti Ede – Mohácsi István – Mohácsi János: Liliomfi... Gyuri, pincér
- Móricz Zsigmond – Tóth Réka Ágnes: Kivilágos kivirradtig... Kádár István, legátus
- Füst Milán: Nélkül (Boldogtalanok)... Dr. Beck Gyula
- Barta Lajos: Szerelem... Komoróczy
- Örkény István: Tóték... Tomaji, plébános
- Görgey Gábor: Örömállam... Jancsi
- Parti Nagy Lajos: Ibusár... Bajkhállóy Richard, huszárkapitány
- Egressy Zoltán: Portugál... Bece
- Ion Luca Caragiale – Mohácsi István – Mohácsi János: Farsang avagy ez is mekkora egy tahó!... Mache Razachescu, filmesztéta, Mica férje
- Kiss Csaba: Világtalanok... Fiú
- Kiss Csaba – Anton Pavlovics Csehov: De mi lett a nővel?... Jura
- Czukor Balázs: Gátak és gátlások... szereplő
- Moravetz Levente: Nem lesz reggel, Fred!... Fred
- Tordon Ákos Miklós: Skatulyácska... Karo, Ember
- Thuróczy Katalin: Szandrosz... Szandrosz
- Lipták Ildikó: Az ajándék... Apa (Peti) - 35 éves, tanár
- Szálinger Balázs: Köztársaság... Cirrus, perzsa szabados Gaius mellett, Gaius barátja
- Rudyard Kipling – Békés Pál – Dés László – Geszti Péter: A dzsungel könyve... Maugli
- Grimm fivérek: Jancsi és Juliska... Szarka
- Grimm fivérek: Csipkerózsika... Herceg; Kukta; Állat
- Rigó Béla: Boldog mese... Királyfi
- Terülj, terülj, asztalkám!... Kisebb
- Az Ezeregyéjszaka meséiből: Abul Hasszán, a rosszcsont... Abul Hasszán, a rosszcsont
- Weöres Kaviár... szereplő
- Shakespeare a mellényzsebben... Színész, az elaggott hajadonokat támogató egyesület elnöke

## Filmszerepek
- Beszélő trófeák - Illés László (2024)
- Legyetek szeretettel – Szendrei Tibor (2023)
- Bátrak földje – Gálos István (2020)
- Naphosszat (2010)